# Biligeri, Madikeri
Biligeri là một làng thuộc tehsil Madikeri, huyện Kodagu, bang Karnataka, Ấn Độ.